# Xã Scott, Quận Champaign, Illinois
Xã Scott (tiếng Anh: Scott Township) là một xã thuộc quận Champaign, tiểu bang Illinois, Hoa Kỳ. Năm 2010, dân số của xã này là 1.258 người.